# التأثير البيئي لزراعة القنب
يشملُ التأثير البيئي لزراعة القنب جميع القضايا البيئية التي تحدث نتيجة زراعة القنب. زراعة القنب هي صناعةٌ ضخمةٌ في نطاقها ومداها، ومع ذلك فإنَّ تأثيرها البيئي أقل بكثير من البحث عن المنتجات الزراعية المماثلة المنتجة على هذا النطاق. تقوم العديد من البلدان حول العالم بتحرير سياسة القنب الخاصة بها والتي ستجعل الصناعة تنمو، ومع نمو الصناعة، تزداد الحاجة الملحة للاستجابة للاعتبارات الخاصة في التأثير البيئي لهذه الصناعة.
لقد أدى تاريخ تأطير إنتاج القنب باعتباره قضية تعاطي المخدرات إلى قمع النقاش حول إنتاج القنب كقطاع زراعي ضخم. في الأماكن التي يكون فيها القنّب قانونيًا، لا تزال مناقشة التأثير البيئي تمثل تحديًا لأن العديد من القضايا الأخرى المتعلقة بالقنب تصرف الانتباه عن المحادثة. زراعة القنب في الأماكن المغلقة شائعة وتتطلب أبحاثًا مكثفة. قدرت دراسة أجريت عام 2012 أن 1% من إنتاج الطاقة في الولايات المتحدة مخصص لإنتاج القنب، مما يعطي القنب بصمة كربونية كبيرة. لم تستطع تلك الدراسة نفسها تحديد محللي الطاقة أو صانعي السياسات الذين تناولوا هذه القضية. أشارت الدراسة إلى أن الزراعة الداخلية هي في الغالب نتيجةً لعدم الشرعية، وإذا كان القنب قانونيًا، فإن الزراعة في الهواء الطلق ستقلّل بشكلٍ كبيرٍ من استخدام الكهرباء.
قارنَ تقريرٌ للأمم المتحدة التأثير البيئي للقنب مع الأدوية الأخرى ووجدَ أن القنب أقل تلويثًا بالمواد الكيميائية الخطرة. يميل إنتاج القنب إلى تعطيل البيئات الهشّة والنائية بسبب قيام المزارعين بإخفاء المحصول بدلًا من استخدام الأراضي الزراعية التقليدية. تُنتج نباتات القنب مركبًا عضويًا متطايرًا بكميات كبيرة بما يكفي لزيادة معايير ملوثات الهواء في البيئات الداخلية والخارجية. يخلقُ هذا خطرا على الصحة المهنية في المناطق التي توجَد بها أعداد كبيرة من النباتات.
القنب في ولاية كاليفورنيا هو موضع تركيز متكرر للدراسات. وجدت إحدى الدراسات أن إنتاج القنب يحول المياه من مستجمعات المياه، كما كان التعدي على الأراضي العامة أمرًا متكررًا. أدت الضغوط القانونية المختلفة في ولاية كاليفورنيا إلى جعل بعض الإنتاج للقنّب داخل المنازل، وعليه فقد كان الحصول على بيانات جيّدة في كاليفورنيا يمثل تحديًا. هناك اتجاه نحو زيادة عدد المزارعين الذين يستخدمون طرقًا مستدامة لزراعة القنب. لتحسين التربة، يستخدمون بشكل أساسي: التطعيمات الخاصة بـ AACT[غير مفهوم]، زراعة المحاصيل المصاحبة، وحتى الماعز التي ترخي وتهوي التربة بحوافرها، وتستخدم فضلاتها كسماد طبيعي.